# Kristian Kuusela
Kristian Kuusela (ur. 19 lutego 1983 w Seinäjoki) – fiński hokeista, reprezentant Finlandii.

## Kariera
- Tappara U16 (1997-1998)
- Tappara U18 (1998-2000)
- Tappara U20 (1999-2002)
  -  FPS (2001/2002)
- Ässät U20 (2002-2003)
- Ässät (2002-2007)
- MODO (2007)
- Kärpät (2007-2011)
- Blues (2011-2013)
- Tappara (2013-2016)
- Amur Chabarowsk (2016-2017)
- Tappara (2017-)

Wychowanek klubu S-Kiekko. Wieloletni zawodnik w fińskich rozgrywkach Liiga. Od maja 2013 zawodnik Tappara (w którym rozwijał karierę w wieku juniorskim). Od czerwca 2016 zawodnik Amuru Chabarowsk w rosyjskich rozgrywkach KHL. Od połowy lutego 2017 ponownie zawodnik Tappara.
W seniorskiej kadrze Finlandii od 2006 występował w turniejach Euro Hockey Tour. W barwach reprezentacji seniorskiej uczestniczył w turnieju mistrzostw świata edycji 2019.
W trakcie kariery zyskał pseudonimy Krisse, Krisu.

## Sukcesy
Reprezentacyjne
- Złoty medal mistrzostw świata: 2019

Klubowe
- Srebrny medal mistrzostw Finlandii: 2006 z Ässät, 2009 z Kärpät, 2014, 2015 z Tappara
- Złoty medal mistrzostw Szwecji: 2007 z MODO
- Złoty medal mistrzostw Finlandii: 2008 z Kärpät, 2016, 2017 z Tappara
- Finał Hokejowej Ligi Mistrzów: 2022 z Tappara

Indywidualne
- SM-liiga (2005/2006):
  - Drugie miejsce w klasyfikacji strzelców w sezonie zasadniczym: 26 goli
  - Pierwsze miejsce w klasyfikacji strzelców w fazie play-off: 6 goli
- Liiga (2013/2014):
  - Czwarte miejsce w klasyfikacji kanadyjskiej w sezonie zasadniczym: 46 punktów[6]
  - Piąte miejsce w klasyfikacji kanadyjskiej w play-off: 9 asyst[7]
  - Piąte miejsce w klasyfikacji kanadyjskiej w fazie play-off: 13 punktów[8]
- Liiga (2014/2015):
  - Siódme miejsce w klasyfikacji asystentów w sezonie zasadniczym: 32 asysty[9]
  - Dziesiąte miejsce w klasyfikacji kanadyjskiej w sezonie zasadniczym: 46 punktów[10]
  - Czwarte miejsce w klasyfikacji +/- w sezonie zasadniczym: +19[11]
  - Czwarte miejsce w klasyfikacji asystentów w fazie play-off: 12 asyst[12]
  - Czwarte miejsce w klasyfikacji kanadyjskiej w fazie play-off: 18 punktów[13]
- Liiga (2015/2016):
  - Szóste miejsce w klasyfikacji strzelców w sezonie zasadniczym: 20 goli[14]
  - Trzecie miejsce w klasyfikacji asystentów w sezonie zasadniczym: 39 asyst[15]
  - Pierwsze miejsce w klasyfikacji kanadyjskiej w sezonie zasadniczym: 59 punktów[16] (Trofeum Veliego-Pekki Ketoli)
  - Trzecie miejsce w klasyfikacji +/- w sezonie zasadniczym: +25[17]
  - Siódme miejsce w klasyfikacji strzelców w fazie play-off: 5 goli[18]
  - Czwarte miejsce w klasyfikacji asystentów w fazie play-off: 10 asyst[19]
  - Czwarte miejsce w klasyfikacji kanadyjskiej w fazie play-off: 15 punktów[20]
  - Najlepszy zawodnik w sezonie zasadniczym (Trofeum Lassego Oksanena)
  - Kultainen kypärä (Złoty Kask) – najlepszy zawodnik (w głosowaniu graczy ligi)
  - Skład gwiazd sezonu
- Liiga (2016/2017):
  - Pierwsze miejsce w klasyfikacji +/- w fazie play-off: +10[21]
- Liiga (2017/2018):
  - Piąte miejsce w klasyfikacji asystentów w fazie play-off: 7 asyst[22]
  - Czwarte miejsce w klasyfikacji kanadyjskiej w fazie play-off: 11 punktów[23]
- Liiga (2018/2019):
  - Drugie miejsce w klasyfikacji asystentów w sezonie zasadniczym: 35 asyst[24]
  - Czwarte miejsce w klasyfikacji kanadyjskiej w sezonie zasadniczym: 54 punkty[25]
  - Nagroda dla najuczciwszego zawodnika (Trofeum Raimo Kilpiö)[26]
- Liiga (2019/2020):
  - Siódme miejsce w klasyfikacji asystentów w sezonie zasadniczym: 33 asysty[27]
  - Piąte miejsce w klasyfikacji kanadyjskiej w sezonie zasadniczym: 53 punkty[28]
- Liiga (2020/2021)[29]:
  - Czwarte miejsce w klasyfikacji asystentów w sezonie zasadniczym: 36 asyst
- Hokejowa Liga Mistrzów (2021/2022):
  - Drugie miejsce w klasyfikacji asystentów: 11 asyst[30]